# Alp Karahan
Alp Karahan (Ankara, 20 luglio 1998) è un cestista turco.